# Arisaema leschenaultii
Arisaema leschenaultii är en kallaväxtart som beskrevs av Carl Ludwig von Blume. Arisaema leschenaultii ingår i släktet Arisaema och familjen kallaväxter. Inga underarter finns listade.